# Liste der türkischen Botschafter in Georgien
Am 13. Juli 1992 wurde in Tiflis ein Generalkonsulat eröffnet, das am 23. November 1992 zur Botschaft aufgewertet wurde.
| Ernennung Akkreditierung | Botschafter          | Bemerkung | Ministerpräsident der Türkei | Staatsoberhaupt Georgiens | Posten verlassen |
| ------------------------ | -------------------- | --- | ---------------------------- | ------------------------- | ---------------- |
| 13. Juli 1992            | Timoçin Arbak        | 27. Aug. 1993 – 25. Aug. 1996: Generalkonsul in Chicago | Süleyman Demirel             | Tengis Kitowani           | 23. Nov. 1992    |
| 1. Sep. 1993             | Ahmet Rıza Demirer   | (* 12. April 1963 in Ankara) 1982: Abitur am Institution Sainte Jeanne d’Arc, Dakar, 1986 Studium der Wirtschaftswissenschaft in Straßburg, 1986–1998 in Ankara beschäftigt, 1998–2002: Generalkonsul in Tiflis und München, 2002–2004: Leiter der Abteilung Zentralasien, 2004–2006: Generalkonsul in Novorossiysk, 2006–2008: Generalkonsul in Komotini, 2008–2009: Leiter der Abteilung Balkan, 2009–2012: Leiter der Abteilung Kaukasus, Zentralasien, Seit 14. Januar 2012 Botschafter in Libreville. | Tansu Çiller                 | Eduard Schewardnadse      | 1. Apr. 1994     |
| 1. Apr. 1994             | Ufuk Tevfik Okyayuz  | in Istanbul geboren und studierte an der Fakultät für Politikwissenschaften der Universität Ankara. 2001–2004: Botschafter in Zagreb | Tansu Çiller                 | Eduard Schewardnadse      | 27. März 1998    |
| 30. März 1998            | Burak Gürsel         | | Mesut Yılmaz                 | Eduard Schewardnadse      | 14. Juni 2002    |
| 15. Juni 2002            | Fatma Dicle Kopuz    | 1985: Permanent Delegation of Turkey to Unesco. 2004–2007: Botschafterin in Zagreb, 1. Mai 2010 – 1. September 2011: Botschafterin in Bratislava. | Abdullah Gül                 | Eduard Schewardnadse      | 18. Nov. 2004    |
| 29. Nov. 2004            | Ertan Tezgör         | (* 1948 in Eskişehir) 1975: Studium an der Luftwaffen-Akademie, Politikwissenschaft an der Universität Ankara, im auswärtigen Dienst 1998–2000: Konsul in Aleppo 1996–1998: Konsul in Thessaloniki, 2001–2004: Botschafter in Tiflis, Georgien, 2013: Versetzung in den Ruhestand. | Recep Tayyip Erdoğan         | Nino Burdschanadse        | 16. Okt. 2009    |
| 30. Sep. 2009            | Levent Murat Burhan  | (* 1959 in Merzifon) 1981: Abitur am Liceo Italiano in Istanbul, Studium Politikwissenschaft an der Universität Ankara, 1982: trat in den auswärtigen Dienst, 30. September 2009 bis 17. November 2013: Botschafter in Tiflis, Januar 2014: Zeremonienmeister, Februar 2015 beamteter Staatssekretär im Außenministerium. | Recep Tayyip Erdoğan         | Micheil Saakaschwili      |                  |
| 30. Jan. 2014            | Zeki Levent Gümrükçü | (* 1968 in Ankara) Abitur Istanbul Atatürk Anatolian High School, Studium der Internationalen Beziehungen, Wirtschafts- und Verwaltungswissenschaft an der Technischen Universität des Nahen Ostens, 1990: Eintritt in den auswärtigen Dienst, 1993 Gesandtschaftssekretär dritter/zweiter Klasse in Washington, 1996: Gesandtschaftssekretär zweiter Klasse in Teheran, 2000: NATO Defense College in Rom, ständiger Vertreter beim Nordatlantikrat, 2006: ständiger Vertreter beim UN-Hauptquartier, 2009–2010: politischer Koordinator der UN-Sicherheitsrat, Beginn 2013: Sprecher des Außenministeriums, 30. Januar 2014: Botschafter in Tiflis. | Ahmet Davutoğlu              | Giorgi Margwelaschwili    |                  |